# ウォータールー (オンタリオ州)
ウォータールー（英: Waterloo）は、カナダのオンタリオ州南西部の都市である。人口12万1436人（2021年）。ウォータールー地域の一部である。ゲルフの西側にあり、トロントからは130km西方に位置する。
隣のキッチナーとひとつの都市圏を形成しており、「キッチナー・ウォータールー（K-W、KW）」と呼ばれる。ケンブリッジまで含めた都市圏（トライ・シティー、the Tri-Cityと呼ばれる）としては、約60万人の人口を抱える。
市内には理工系で有名なウォータールー大学がある。同大学を中心にカナダでも有数のIT産業が発達しており、ブラックベリー等が本社を構える。

## 観光
- コネストガ・モール（Conestoga Mall）
- カナダ粘土ガラス美術館（Canadian Clay and Glass Gallery）
- 国際統治イノベーション・センター（Centre for International Governance Innovation）
- エリオット・アヴェドン・ゲーム博物館（Elliott Avedon Museum and Archive of Games）

## 教育

### 大学
- ウォータールー大学 （University of Waterloo）
- ウィルフリッド・ローリエ大学 （Wilfrid Laurier University）
- コネストガ・カレッジ（Conestoga College）

### その他
- ウォータールー公共図書館（Waterloo Public Library）
- ペリメーター理論物理学研究所（Perimeter Institute for Theoretical Physics）

### 教育委員会
- Waterloo Region District School Board（WRDSB）
- Waterloo Catholic District School Board（WCDSB）

## 経済
ウォータールー地域は、3つの大学に加えて、保険・金融やハイテク部門、そして先端的製造業などの強力なナレッジ領域やサービス技術領域の経済開発機能を持ったカナダでも有数の中規模都市として知られていて、トヨタ自動車（ケンブリッジ工場）、Rimowa、Google、D2L、OpenText、Christie Digital、BlackBerry、AGFA、SAP、Manulife、SunLife、Loblaw、Home Hardware、ATSなどの著名企業がウォータールー地域に拠点を設置している。
特にハイテク領域をはじめとした大手企業がウォータールー地域とトロント市地域を中心に研究開発や事業開発を行われていることが有名で、「カナダのシリコンバレー(Canada's Silicon Valley)」と呼ばれることもある。また、トロントからウォータールーまでの高速401号線沿いに大手企業が連なっていることから、『トロント・ウォータールー回廊（Toronto-Waterloo Corridor）』として知られており、経済開発活動が盛んな地域で国内外から注目を集めている。

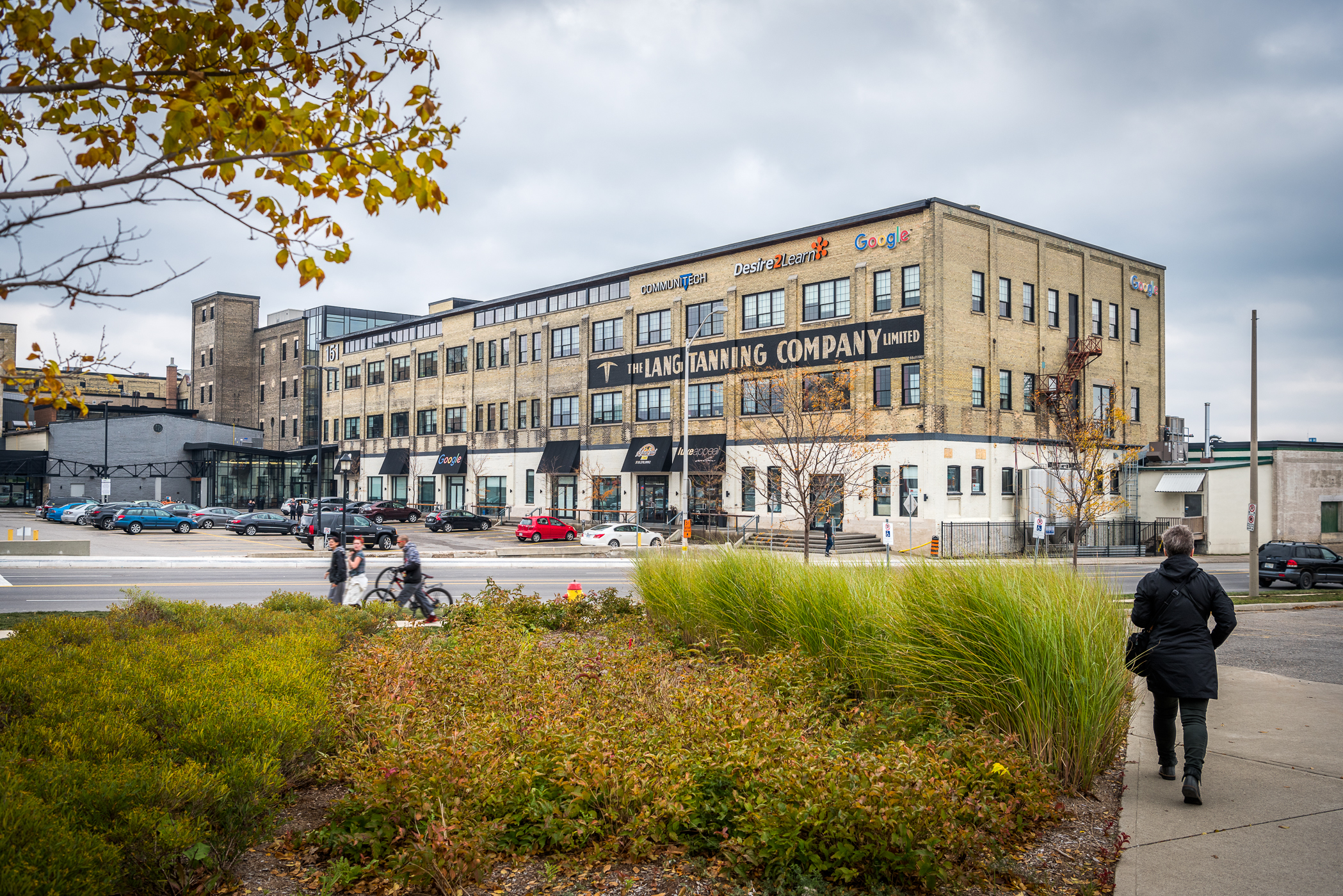
Communitechが入居するTannery Building

ウォータールー地域は大手企業の拠点が存在しているだけではなく、Communitech（コミュニテック）を中心としたスタートアップ育成のイノベーションハブの機能も地域で醸成されてきている。Communitech に加えて、Accelerator Centreや Velocity といったインキュベータ組織も活発に活動していて、若手から経験者まで豊富な起業推進活動を地域でサポートしている。また、最近ではウォータールー大学が量子技術に注力していることから、量子コンピューティング領域に特化したインキュベータ組織である Quantum Valley Ideas Lab（QVIL）も設立されて新技術領域の産業化を加速させている。

## 交通

### 鉄道
- VIA鉄道
- GOトランジット

### 地域交通
- グランド・リバー交通局（Grand River Transit、略称：GRT）：ウォータールー地域のバス、アイオン（ライトレール）を運営する交通機関。

### 高速道路
高速道路によりトロント、ロンドン、ゲルフ、ハミルトン等と結ばれている。

## 出身者
- イザイア・ボウマン - アメリカ合衆国で活躍した地理学者